# Municipio de Newburg (Minnesota)
El municipio de Newburg (en inglés: Newburg Township) es un municipio ubicado en el condado de Fillmore en el estado estadounidense de Minnesota. En el año 2010 tenía una población de 379 habitantes y una densidad poblacional de 4,14 personas por km².

## Geografía
El municipio de Newburg se encuentra ubicado en las coordenadas 43°32′40″N 91°47′26″O / 43.54444, -91.79056. Según la Oficina del Censo de los Estados Unidos, el municipio tiene una superficie total de 91.62 km², de la cual 91,62 km² corresponden a tierra firme y (0 %) 0 km² es agua.

## Demografía
Según el censo de 2010, había 379 personas residiendo en el municipio de Newburg. La densidad de población era de 4,14 hab./km². De los 379 habitantes, el municipio de Newburg estaba compuesto por el 97,36 % blancos, el 0,79 % eran afroamericanos, el 0,53 % eran asiáticos, el 0,26 % eran de otras razas y el 1,06 % eran de una mezcla de razas. Del total de la población el 0,79 % eran hispanos o latinos de cualquier raza.